# Dieo
Dieo di Megalopoli (in greco antico: Δίαιος?, Diaios; Megalopoli, ... – 146 a.C.) è stato un militare greco antico, stratego della Lega achea nel 150-149, 148-147 e 146 a.C.

## Biografia
Nativo di Megalopoli e probabilmente figlio dello stratego Diofane, durante i suoi mandati dovette affrontare sia lo scoppio della rivolta contro Roma in Macedonia guidata dall'usurpatore Andrisco sia il rinvigorirsi del separatismo spartano per opera dell'ex stratego Menalcida. Sostenne il pretore Metello nella guerra contro i ribelli e tentò inizialmente un approccio diplomatico con gli Spartani. Ma poiché questi ultimi si dimostravano sordi a ogni tentativo di pacificazione, Dieo minacciò di dichiarare guerra a Sparta in quanto ribelle all'autorità federale.
Alcuni capi secessionisti spartani si recarono allora a Roma per tentare di indurre il Senato a sostenere le rivendicazioni della loro patria; Dieo fece lo stesso, ricordando al Senato il leale sostegno fornito dalla Lega nelle guerre romane degli ultimi cinquant'anni. Il Senato preferì tuttavia non pronunciarsi sulla questione, essendo la Repubblica già militarmente impegnata contro i ribelli macedoni, contro le popolazioni iberiche e nel duro assedio di Cartagine. La risposta ambigua dal Senato fece sì che sia Dieo che Menalcida, tornati in Grecia, sostenessero di averne ottenuto l'appoggio.
Il disinteresse romano nel dirimere la questione portò allo scoppio della guerra nel Peloponneso, inizialmente favorevole agli Spartani. Ciò porto alla condanna dello stratego Damocrito, rivelatosi incapace, e alla rielezione di Dieo, il quale riuscì ad ottenere dei successi. Il Senato nel frattempo, data anche la fine della guerra in Macedonia, si era deciso ad intervenire come arbitro per pacificare le parti. Ciò portò ad una breve tregua tra la Lega e Sparta, presto rotta da quest'ultima che fu nuovamente sconfitta.
La vittoria sembrava ormai assicurata alla Lega, tanto più che nel frattempo Menalcida si era suicidato. Ma la delegazione romana, una volta arrivata a Corinto, si rifiutò di riconoscere il fatto compiuto e rese noto il suo arbitrato con cui si ordinava alla Lega di rinunciare non solo a Sparta ma anche ad altri territori membri. Tale tradimento di Roma nei confronti dell'alleato portò nuovamente alla guerra tra la Lega e Sparta (ormai sostenuta dai Romani). Morto lo stratego Critolao in battaglia contro il propretore Metello, Dieo fu nuovamente eletto. La guerra acaica si concluse con la totale sconfitta achea a Leucopetra, nella distruzione di Corinto e nello scioglimento della Lega.
Fuggito nella sua città dopo la sconfitta decisiva, Dieo si suicidò con tutta la sua famiglia.